# Arquedem d'Atenes
Arquedem d'Atenes (en grec antic: Ἀρχέδημος o Ἀρχέδαμος Arkhédēmos o Arkhédāmos; en llatí: Archedemus o Archedamus) fou un líder popular atenenc que va viure al segle v aC.
Va fer el primer pas en l'enfrontament amb els generals que havien guanyat la batalla de les Arginuses l'any 406 aC imposant una multa a Erasínides, un d'ells, després d'acusar-lo d'haver-se quedat uns diners de la recol·lecta que havien fet a l'Hel·lespont i el va fer tancar a la presó. Probablement és el mateix Arquedem de qui Xenofont diu que era molt pobre però amb gran habilitat per l'oratòria i la política i per fer negocis, i que va ser contractat per Critó perquè el protegís a ell i als seus amics dels sicofantes.
Sembla que era estranger, i que hauria obtingut el dret a vot mitjançant un frau, i per això el va atacar Aristòfanes a Les granotes. També el va atacar el poeta còmic Èupolis. Aristòfanes i Lísies l'anomenen γλάηων ('d'ulls sagnants', o potser 'lleganyós').